# 일류신 Il-76
 (퇴역)

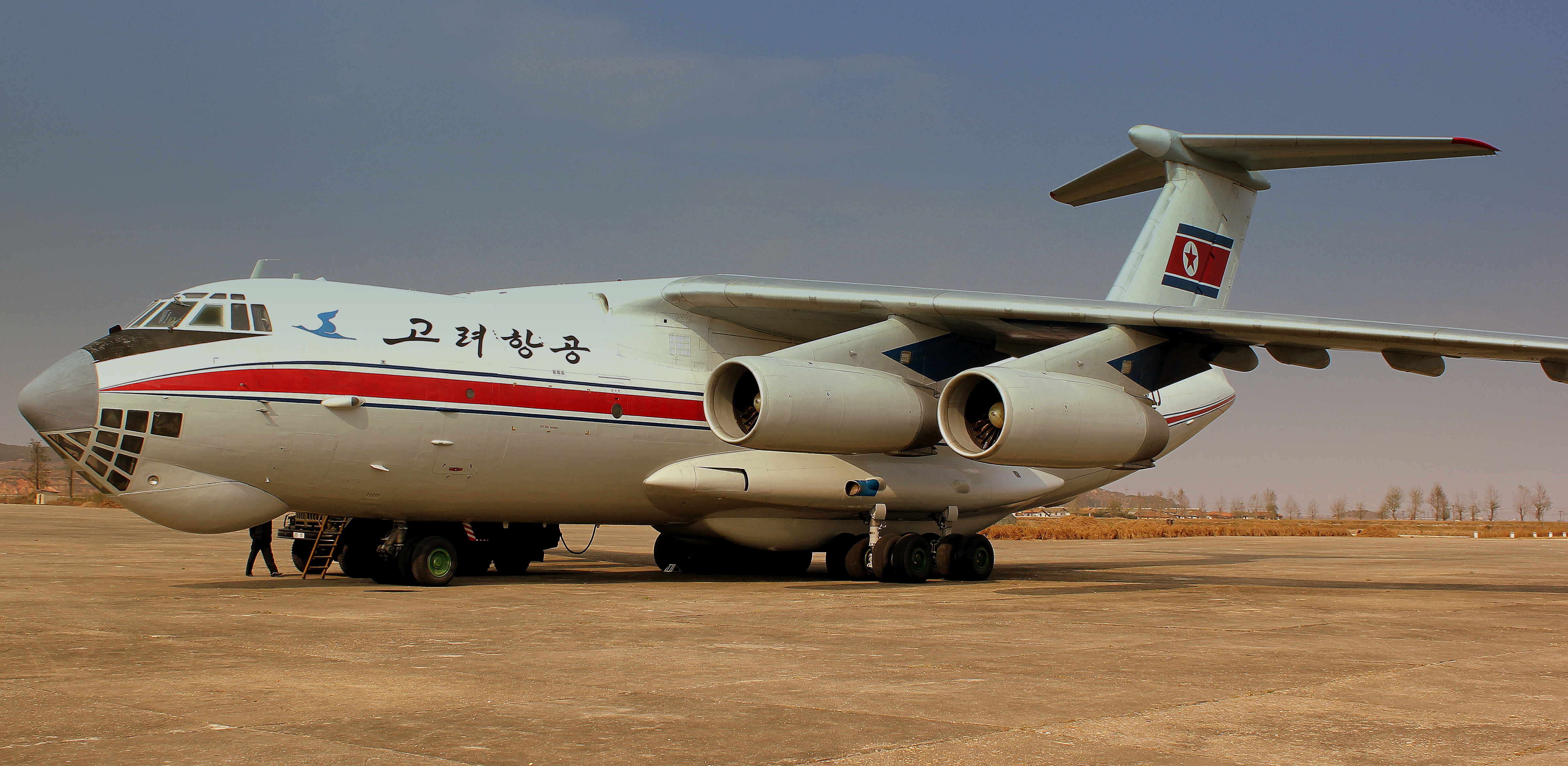
고려항공의 Il-76MD

일류신 Il-76은 러시아의 다목적 대형 수송기이다.
최대이륙중량 195톤, 화물중량 50톤, 초도비행 1971년, 북한도 보유하고 있다. 미국의 보잉 767과 최대이륙중량이 같다. 지금도 생산중이다.

## 북한
2009년 12월 12일 우크라이나에서 북한 평양에 도착, 북한산 무기 35톤을 우크라이나로 수송하려던 IL-76 수송기가 중간 기착지인 태국 돈므앙 국제공항에서 압류되었다. 태국 정부는 압류한 35톤의 무기를 모두 자국군이 사용하기로 했다. 조기경보기 킬러라는 KS-172 미사일, SA-7, RPG-7, 대포동 2호 부품 등이 있었다. 2009년 5월 25일 실시된 북한 2차 핵실험에 대해 2009년 6월 12일 만장일치로 통과된 유엔 안전보장이사회 결의 1874호에 따라 수출이 전면 금지된 품목이다. 조종사는 같은 수송을 4회 했었다고 태국 경찰에 진술했으며, 승무원 4인 등 모두 5인이 태국에서 구속 기소되었다.

## 대한민국
러시아는 1999년 한국에 일류신 Il-76 수송기와 그것을 공중 급유로 개조한 일류신 Il-78을 수출하려고 했으나(불곰사업 때문이다.), 미국제 수송기등 방산 시스템과 호환성을 문제로 중단되었다.(미국측에서 불편해 했다는 주장이 있다) 2013년 미국은 3차 북핵위기로 B-52 폭격기로 한반도에서 무력시위를 하였다. 셋 다 최대이륙중량 200톤의 비행기로서 400톤인 보잉 747 여객기의 절반 크기이며 보잉 767 여객기와 같은 크기이다.

## 같이 보기
- 군용 수송기
- 베리예프 A-50
- 베리예프 A-100
- 일류신 Il-78
- 록히드 C-141 스타리프터
- 보잉 C-17 글로브마스터 III
- 항공기 목록